# Castilla la Nueva
Castilla la Nueva är en kommun i Colombia.   Den ligger i departementet Meta, i den centrala delen av landet, 110 km sydost om huvudstaden Bogotá. Antalet invånare är 7 067.